# Asthena livida
Asthena livida là một loài bướm đêm trong họ Geometridae.